# Eparchie (Verwaltungseinheit)
Eparchie (griechisch επαρχία) ist eine griechische Form der Verwaltungsgliederung.

## Griechenland
Im neuzeitlichen Griechenland stand der Begriff Eparchie auch für eine 1997 mit dem „Kapodistrias-Plan“ abgeschaffte griechische Verwaltungseinheit, die etwa einem Landkreis entsprach und hierarchisch zwischen den Stadt- und Landgemeinden (Dimos und Kinotita) und der Präfektur (Nomos) angesiedelt war.

## Zypern

Die Eparchien der Republik Zypern

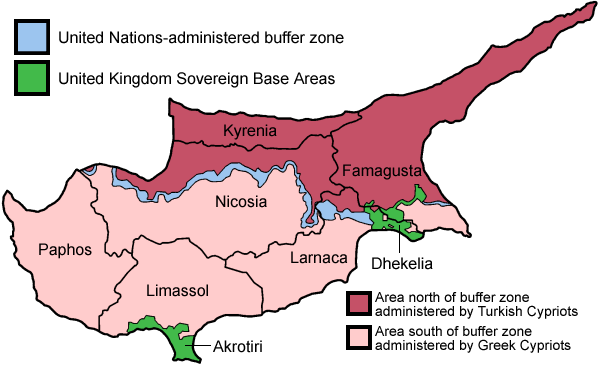
Karte der derzeitigen faktischen territorialen Kontrolle mit den Grenzen der Eparchien

Die Republik Zypern ist administrativ in 6 Eparchien gegliedert, was auf Deutsch als Bezirk wiedergegeben werden kann.
| Eparchie  | griechisch               | türkisch         |
| --------- | ------------------------ | ---------------- |
| Famagusta | Αμμόχωστος (Ammochostos) | Gazimağusa       |
| Kyrenia   | Κερύνεια (Keryneia)      | Girne            |
| Larnaka   | Λάρνακα (Larnaka)        | Larnaka/İskele   |
| Lemesos   | Λεμεσός (Lemesos)        | Limasol/Leymosun |
| Nikosia   | Λευκωσία (Lefkosia)      | Lefkoşa          |
| Paphos    | Πάφος (Pafos/Bafos)      | Baf/Gazibaf      |

Die 6 Eparchien gliedern sich in 615 Dimoi (griechisch Δήμοι) und Koinotites (Κοινότητες), das sind Stadt- und Landgemeinden.